# Danny Thomas (tenisista)
Danny Thomas (ur. 22 listopada 1999 w Tuscaloosie) – amerykański tenisista, finalista juniorskiego French Open 2017 w grze podwójnej.

## Kariera tenisowa
Podczas swojej kariery wygrał jeden turniej deblowy cyklu ATP Challenger Tour. Ponadto zwyciężył w trzech deblowych turniejach rangi ITF. 
W 2017 roku, startując w parze z Vasilem Kirkovem dotarł do finału juniorskiego turnieju wielkoszlemowego French Open. W decydującym meczu amerykański debel przegrał z duetem Nicola Kuhn-Zsombor Piros.
W tym samym sezonie, podczas US Open zadebiutował w turnieju wielkoszlemowym w grze podwójnej. Startując w parze z Vasilem Kirkovem odpadł w pierwszej rundzie. 
W rankingu gry pojedynczej najwyżej był na 541. miejscu (24 grudnia 2018), a w klasyfikacji gry podwójnej na 442. pozycji (1 października 2018).

### Zwycięstwa w turniejach ATP Challenger Tour

#### Gra podwójna
| Końcowy wynik | Nr | Data             | Turniej         | Nawierzchnia  | Partner     | Przeciwnicy                     | Wynik finału       |
| ------------- | -- | ---------------- | --------------- | ------------- | ----------- | ------------------------------- | ------------------ |
| Zwycięzca     | 1. | 5 listopada 2017 | Charlottesville | Twarda (hala) | Denis Kudla | Jarryd Chaplin Miķelis Lībietis | 6:7(4), 1:4, krecz |

### Finały juniorskich turniejów wielkoszlemowych w grze podwójnej (0–1)
| Końcowy wynik | Nr | Data            | Turniej            | Nawierzchnia | Partner      | Przeciwnicy               | Wynik finału |
| ------------- | -- | --------------- | ------------------ | ------------ | ------------ | ------------------------- | ------------ |
| Finalista     | 1. | 10 czerwca 2017 | French Open, Paryż | Ceglana      | Vasil Kirkov | Nicola Kuhn Zsombor Piros | 4:6, 4:6     |